# Einsatzflottille
Eine Einsatzflottille (EinsFltl oder auch EF) ist ein Großverband der Deutschen Marine auf Brigadeebene, geführt durch einen Flottillenadmiral.
Es gibt zwei Einsatzflottillen: die Einsatzflottille 1 und die Einsatzflottille 2. Sie unterstehen dem Abteilungsleiter Einsatz im Marinekommando in Rostock. 
Führung und Stab der Einsatzflottille 1 haben ihren Sitz als Kommandobehörde in Kiel. Die Hauptaufgabe der EF1 besteht darin, maritime Fähigkeiten der Bundeswehr für küstennahe Operationen zur Verfügung zu stellen („Force Provider“). Zu den Aufgaben des Flottillenstabes gehört auch das Führen von Marineverbänden in See. Dafür ist ihm ein Einsatzstab für die Führung von taktischen Verbänden eingegliedert worden. Der EF1 sind u. a. alle Korvetten, U-Boote, Tender sowie die Spezialkräfte der Marine unterstellt.
Führung und Stab der Einsatzflottille 2 haben ihren Sitz als Kommandobehörde in Wilhelmshaven. Sie ist aus der ehemaligen Zerstörerflottille hervorgegangen. Ihr sind u. a. alle Fregatten und Einsatzgruppenversorger der Marine unterstellt.